# Arboretum du Petit-Bois
Pour les articles homonymes, voir Petit-Bois.
L'arboretum du Petit-Bois est un arboretum de 0,5 hectare situé à proximité de la Forêt communale d'Argonne, au nord-est de la commune de Montfaucon-d'Argonne, dans le département de la Meuse en région Grand Est. 

## Localisation
Il est situé dans la forêt d'Argonne, le long de la route de la Haute-Chevauchée, où l'on trouve de nombreux vestiges datant de la Première Guerre mondiale, tels que les abris du Kronprinz et le Kaiser-Tunnel.

## Histoire
L'arboretum a été créé en 1996 et est actuellement géré par la commune de Montfaucon-d'Argonne. Il abrite 50 types d'arbres.

## Collection
Le type de forêt établi après la période glaciaire était la hêtraie-sapinière avec ses sous-bois floraux et arbustifs encore présents dans la région : sorbier, alisier, houx, nerprun, digitale pourpre, épilobe, airelle, fougère aigle, bruyère, etc.
La plantation d'épicéas de Nordmann après la Première Guerre mondiale était initialement destinée à dissimuler les ravages du conflit.

Environs de l'arboretum du Petit-Bois.
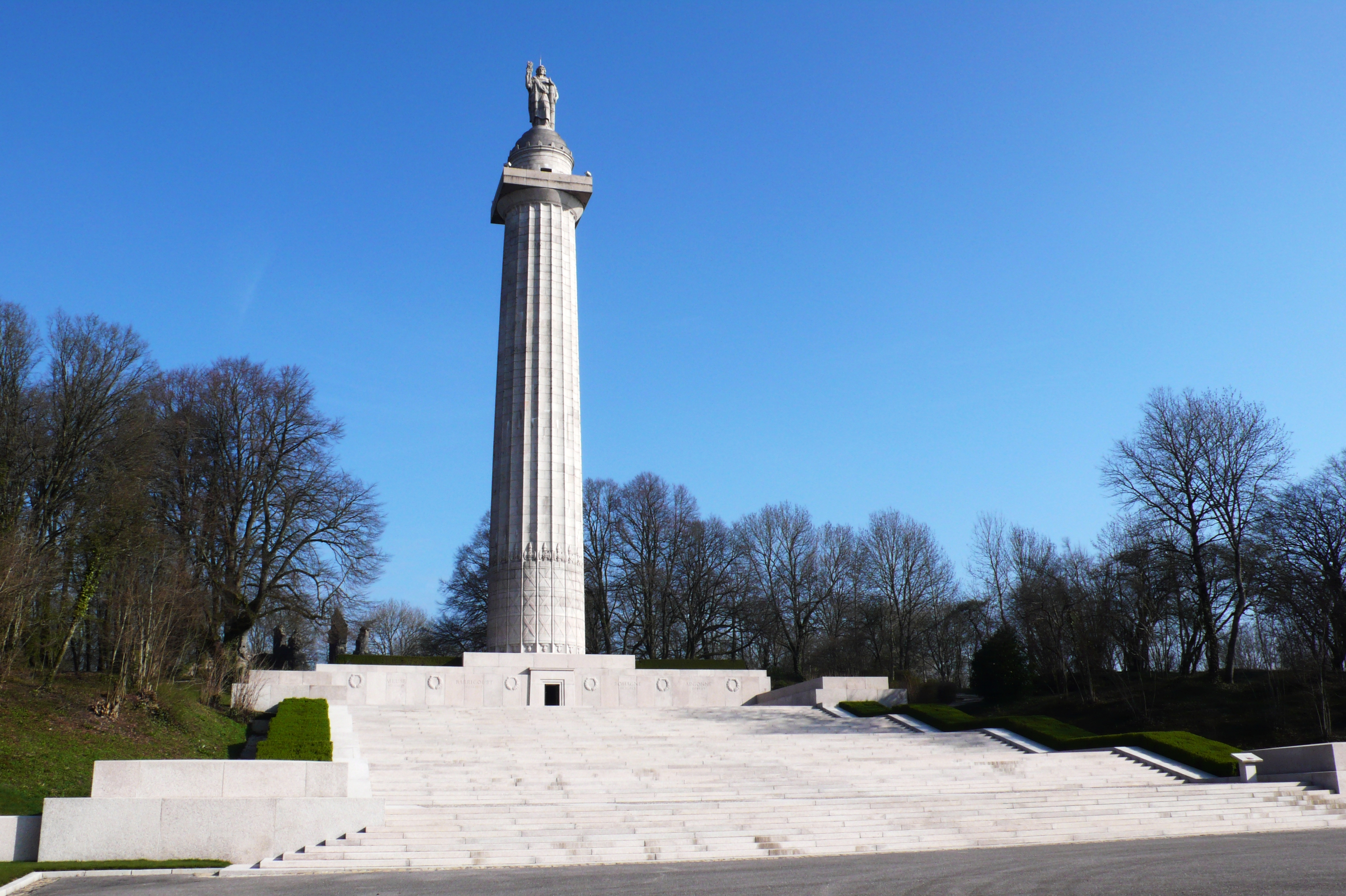
Monument érigé par les Américains à la mémoire des morts de la bataille de Verdun.
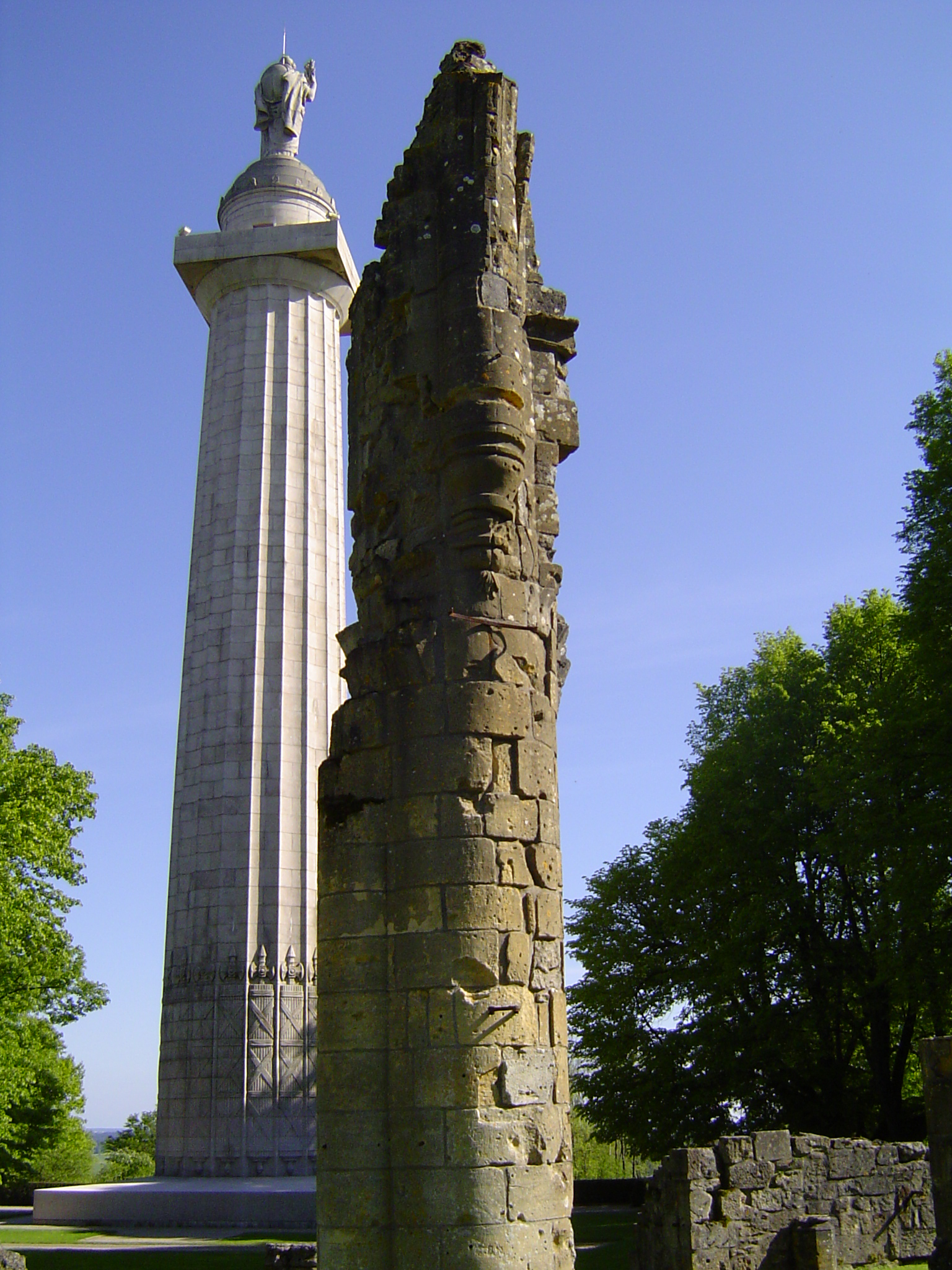
Le monument et un morceau des ruines de la collégiale.
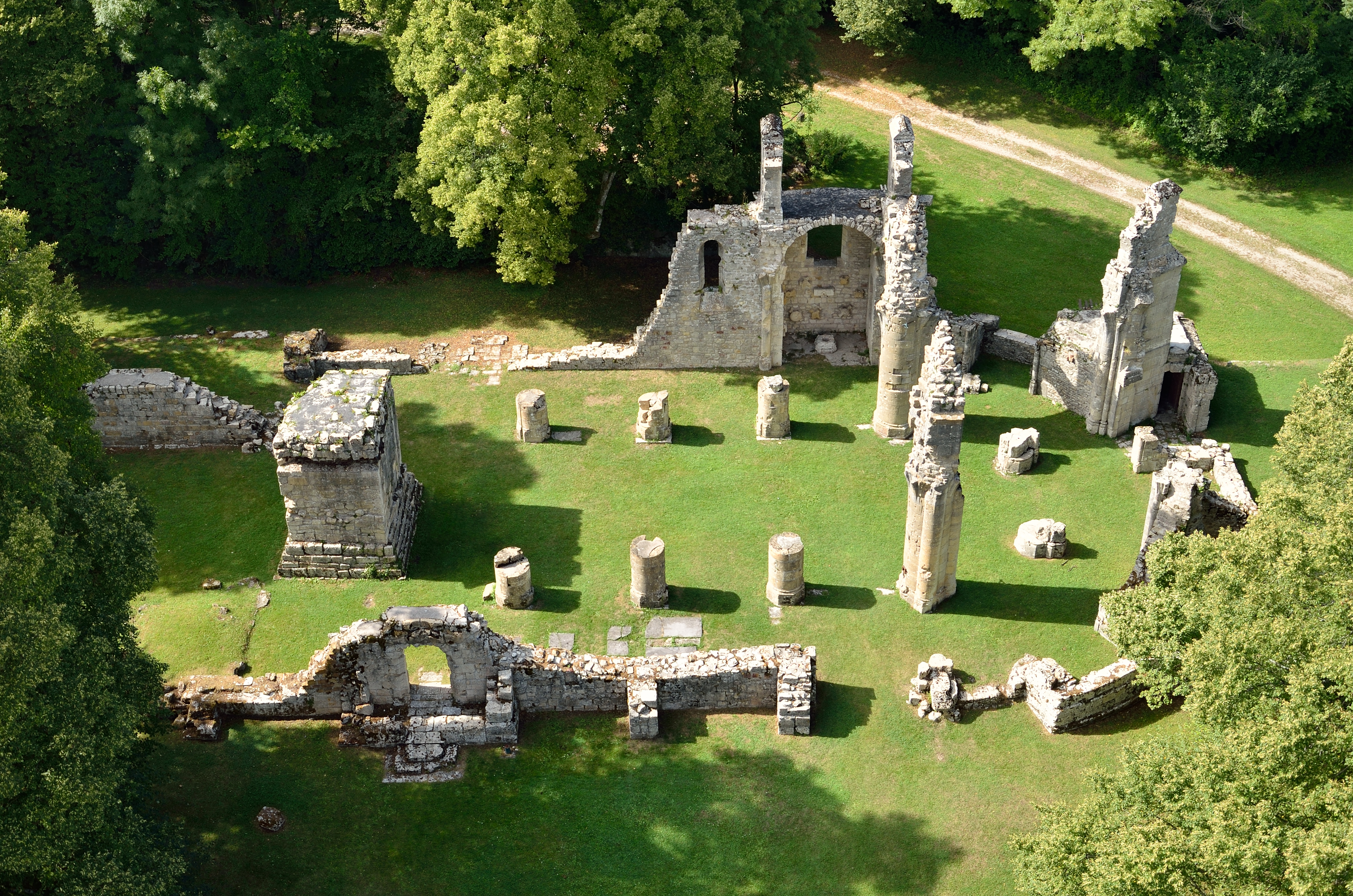
Les ruines de la collégiale Saint-Germain de Montfaucon vues depuis le monument aux morts de Verdun.